# Статуа девојчице са ланетом
Статуа девојчице са ланетом је подигнута 25. новембра у част двадесетогодишњице Савеза пионира, који је основан децембра 1942. године, током рата. Дело је вајара Стојадина Цветковића. Налази се у градском парку у Лесковцу.